# Science-Fiction-Jahr 1915
Übersicht

◄◄ | ◄ | 1911 | 1912 | 1913 | 1914 | Science-Fiction-Jahr 1915 | 1916 | 1917 | 1918 | 1919 | ► | ►►

Weitere Ereignisse

## Neuerscheinungen Literatur
| Deutscher Titel                                                        | dtsch. Erscheinungsjahr | Originaltitel | Autor                  | Anmerkungen |
| ---------------------------------------------------------------------- | ----------------------- | ------------- | ---------------------- | ----------- |
| Der bezwungene Ozean                                                   | –                       | –             | Johannes Ferch         |             |
| Der gelbe Seedieb                                                      | –                       | –             | Ewald Gerhard Seeliger |             |
| Der Teutone                                                            | –                       | –             | Arzén von Cserépy      |             |
| Earl of Munchhousens Abenteuer Im Weltkriege/Münchhausen im Weltkriege | –                       | –             | Hans Bodenstedt        |             |
| Frau Wunderwerk und der Zukunftshaushalt                               | –                       | –             | A. Bedall              |             |
| Guilliver’s neue Reise                                                 | –                       | –             | Maurice Ascher         |             |
| Haß. Der Roman eines Deutsch-Engländers aus dem Jahre 1950             | –                       | –             | Artur Landsberger      |             |
| Hindenburgs Einmarsch in London                                        | –                       | –             | Paul Georg Münch       |             |
| Mickelpickels Abenteuer auf drei Kriegsschauplätzen                    | –                       | –             | Laurenz Kiesgen        |             |
| Pithekonat, das Urmenschwesen                                          | –                       | –             | Robert Fuchs-Liska     |             |

## Neuerscheinungen Filme
| Deutscher Titel | Deutschsprachiges Erscheinungsjahr | Originaltitel | Regie          | Anmerkungen |
| --------------- | ---------------------------------- | ------------- | -------------- | ----------- |
| Der Kraftmeier  | –                                  | –             | Ernst Lubitsch |             |
| Der Tunnel      | –                                  | –             | William Wauer  |             |
| William Voss    | –                                  | –             | Rudolf Meinert |             |

## Geboren
- Leigh Brackett († 1978)
- Leonard Daventry († 1987)
- Lester del Rey († 1993)
- Diana Gillon
- Tom Godwin († 1980)
- Charles L. Harness († 2005)
- Fred Hoyle († 2001)
- Raymond F. Jones († 1994)
- Ernst von Khuon († 1997)
- Karl Friedrich Kohlenberg († 2002)
- Henry Kuttner († 1958)
- David I. Masson († 2007)
- Alexander Mejerow († 1975)
- Frank Riley, Pseudonym von Frank Rhylick († 1996)
- Wadim Schefner († 2002)
- T. L. Sherred († 1985)
- Jean Sutton († 2003)
- Dwight V. Swain († 1992)
- F. L. Wallace († 2004)
- Leonard Wibberley († 1983)
- Erwin Wickert († 2008)
- Bernhard Wolfe († 1985)
- Herman Wouk († 2019)
- Robert F. Young († 1986)

## Gestorben
- Eugen Friese (Pseudonym Karl Holderberg; * 1845)
- Johann Adolf Herzog (* 1850)
- Paul Scheerbart (* 1863)
- Hans Schmidt-Kestner (* 1882)